# Nuoto ai campionati europei di nuoto 2024 - 100 metri farfalla maschili
La gara degli 100 metri farfalla maschili dei campionati europei di nuoto 2024 si è svolta il 19 e il 20 giugno 2024 presso il Centro Sportivo Milan Gale Muškatirović di Belgrado.

## Podio
| Pos.    | Atleta         | Nazione  |
| ------- | -------------- | -------- |
| Oro     | Kristóf Milák  | Ungheria |
| Argento | Hubert Kós     | Ungheria |
| Bronzo  | Jakub Majerski | Polonia  |

## Record
Prima della manifestazione il record del mondo (RM) e il record dei campionati (RC) erano i seguenti.
|  | 49"45 | Caeleb Dressel | 31 luglio 2021 Tokyo    |
|  | 49"68 | Kristóf Milák  | 31 luglio 2021 Tokyo    |
|  | 50"18 | Kristóf Milák  | 23 maggio 2021 Budapest |

Durante la competizione non sono stati migliorati record.

## Programma
| Data           | Ora   | Turno      |
| -------------- | ----- | ---------- |
| 19 giugno 2024 | 9:48  | Batterie   |
| 19 giugno 2024 | 10:47 | Spareggio  |
| 19 giugno 2024 | 19:04 | Semifinali |
| 20 giugno 2024 | 18:30 | Finale     |

## Risultati

### Batterie
| Pos. | Batteria | Corsia | Atleta                | Nazionalità        | Tempo       | Note |
| ---- | -------- | ------ | --------------------- | ------------------ | ----------- | ---- |
| 1    | 6        | 4      | Noè Ponti             | Svizzera           | 51"09       | Q WD |
| 2    | 5        | 4      | Kristóf Milák         | Ungheria           | 51"50       | Q    |
| 3    | 4        | 4      | Hubert Kós            | Ungheria           | 51"50       | Q    |
| 4    | 5        | 5      | Jakub Majerski        | Polonia            | 51"70       | Q    |
| 5    | 4        | 5      | Simon Bucher          | Austria            | 51"72       | Q    |
| 6    | 6        | 5      | Gal Cohen Groumi      | Israele            | 51"94       | Q    |
| 7    | 6        | 6      | Adrian Jaśkiewicz     | Polonia            | 52"01       | Q    |
| 8    | 4        | 2      | Björn Kammann         | Germania           | 52"10       | Q    |
| 9    | 4        | 3      | Richárd Márton        | Ungheria           | 52"11       |      |
| 10   | 5        | 3      | Daniel Gracík         | Rep. Ceca          | 52"23       | Q    |
| 11   | 4        | 6      | Casper Puggaard       | Danimarca          | 52"32       | Q    |
| 12   | 3        | 0      | Denis-Laurean Popescu | Romania            | 52"35       | Q    |
| 13   | 6        | 1      | Paweł Korzeniowski    | Polonia            | 52"39       | Q    |
| 14   | 5        | 8      | Anastasios Kougkoulos | Grecia             | 52"60       | Q    |
| 15   | 5        | 7      | Daniel Zaitsev        | Estonia            | 52"66       | Q    |
| 16   | 6        | 7      | Alex Ahtiainen        | Estonia            | 52"67       | Q    |
| 17   | 6        | 8      | Đurđe Matić           | Serbia             | 52"69       | Q    |
| 18   | 6        | 3      | Luca Nik Armbruster   | Germania           | 52"71       | Q    |
| 19   | 5        | 6      | Joshua Gammon         | Gran Bretagna      | 52"73       | SO   |
| 19   | 5        | 2      | Edward Mildred        | Gran Bretagna      | 52"73       | SO   |
| 21   | 5        | 1      | Kōnstantínos Stamou   | Grecia             | 52"87       |      |
| 22   | 4        | 1      | Lukas Edl             | Austria            | 52"90       |      |
| 23   | 6        | 2      | Max McCusker          | Irlanda            | 52"94       |      |
| 24   | 6        | 2      | Arsenii Kovalov       | Ucraina            | 52"95       |      |
| 25   | 3        | 2      | Miloš Milenković      | Montenegro         | 52"97       |      |
| 26   | 4        | 7      | Jan Šefl              | Rep. Ceca          | 53"08       |      |
| 27   | 3        | 5      | Frederik Møller       | Danimarca          | 53"34       |      |
| 28   | 3        | 4      | Linus Kahl            | Svezia             | 53"35       |      |
| 29   | 2        | 4      | Luka Jovanović        | Serbia             | 53"52       |      |
| 30   | 6        | 9      | Vili Sivec            | Croazia            | 53"72       |      |
| 31   | 5        | 0      | Albin Lovgren         | Svezia             | 53"78       |      |
| 32   | 5        | 9      | Oskar Hoff            | Svezia             | 53"81       |      |
| 33   | 3        | 6      | Michał Chmielewski    | Polonia            | 54"02       |      |
| 34   | 3        | 3      | Alexey Glivinskiy     | Israele            | 54"05       |      |
| 35   | 3        | 7      | Kregor Zirk           | Estonia            | 54"20       |      |
| 36   | 3        | 1      | Polat Uzer Turnalı    | Turchia            | 54"25       |      |
| 37   | 3        | 9      | Mihai Gergely         | Romania            | 54"32       |      |
| 38   | 3        | 8      | Artur Barseghyan      | Armenia            | 54"56       |      |
| 39   | 2        | 6      | Ognjen Pilipović      | Serbia             | 55"17       |      |
| 40   | 2        | 1      | Heorhii Lukashev      | Ucraina            | 55"32       |      |
| 41   | 2        | 0      | Reds Rullis           | Lettonia           | 55"88       |      |
| 42   | 2        | 3      | Nemanja Maksić        | Serbia             | 55"92       |      |
| 43   | 2        | 7      | Ronens Kermans        | Lettonia           | 55"92       |      |
| 44   | 2        | 8      | Egor Covaliov         | Moldavia           | 56"02       |      |
| 45   | 2        | 9      | Grisi Koxhaku         | Albania            | 56"18       |      |
| 46   | 2        | 2      | Tomàs Lomero          | Andorra            | 56"40       |      |
| 47   | 1        | 4      | Jovan Jankovski       | Macedonia del Nord | 56"89       |      |
| 48   | 1        | 5      | Paolo Priska          | Albania            | 57"64       |      |
| 49   | 6        | 1      | Nikola Trajanovski    | Macedonia del Nord | 58"65       |      |
| DNS  | 4        | 0      | Denis Loktev          | Israele            | Non partito |      |
| DNS  | 4        | 9      | Evan Bailey           | Irlanda            | Non partito |      |
| DNS  | 6        | 0      | Sebastian Lunak       | Rep. Ceca          | Non partito |      |
| DNS  | 6        | 0      | Ramil Valizade        | Azerbaigian        | Non partito |      |

### Spareggio
| Pos. | Corsia | Atleta         | Nazionalità   | Tempo | Note |
| ---- | ------ | -------------- | ------------- | ----- | ---- |
| 1    | 5      | Joshua Gammon  | Gran Bretagna | 51"85 | Q    |
| 2    | 4      | Edward Mildred | Gran Bretagna | 51"96 |      |

### Semifinali
| Pos. | Batteria | Corsia | Atleta                | Nazionalità   | Tempo | Note |
| ---- | -------- | ------ | --------------------- | ------------- | ----- | ---- |
| 1    | 1        | 4      | Hubert Kós            | Ungheria      | 51"31 | Q    |
| 2    | 1        | 5      | Simon Bucher          | Austria       | 51"45 | Q    |
| 3    | 2        | 4      | Kristóf Milák         | Ungheria      | 51"57 | Q    |
| 4    | 2        | 5      | Jakub Majerski        | Polonia       | 51"62 | Q    |
| 5    | 1        | 8      | Joshua Gammon         | Gran Bretagna | 51"65 | Q    |
| 6    | 1        | 6      | Daniel Gracík         | Rep. Ceca     | 51"68 | Q    |
| 7    | 2        | 8      | Luca Nik Armbruster   | Germania      | 51"83 | Q    |
| 8    | 1        | 3      | Adrian Jaśkiewicz     | Polonia       | 51"87 | Q    |
| 9    | 2        | 3      | Gal Cohen Groumi      | Israele       | 52"09 |      |
| 10   | 2        | 2      | Casper Puggaard       | Danimarca     | 52"19 |      |
| 11   | 1        | 2      | Denis-Laurean Popescu | Romania       | 52"32 |      |
| 12   | 2        | 6      | Björn Kammann         | Germania      | 52"45 |      |
| 13   | 2        | 7      | Anastasios Kougkoulos | Grecia        | 52"70 |      |
| 14   | 2        | 1      | Alex Ahtiainen        | Estonia       | 52"76 |      |
| 15   | 1        | 7      | Daniel Zaitsev        | Estonia       | 52"84 |      |
| 16   | 1        | 1      | Đurđe Matić           | Serbia        | 52"85 |      |

### Finale
| Pos.    | Corsia | Atleta              | Nazionalità   | Tempo | Note |
| ------- | ------ | ------------------- | ------------- | ----- | ---- |
| Oro     | 3      | Kristóf Milák       | Ungheria      | 50"82 |      |
| Argento | 4      | Hubert Kós          | Ungheria      | 50"96 |      |
| Bronzo  | 6      | Jakub Majerski      | Polonia       | 50"98 |      |
| 4       | 5      | Simon Bucher        | Austria       | 51"28 |      |
| 5       | 7      | Daniel Gracík       | Rep. Ceca     | 51"40 |      |
| 6       | 8      | Adrian Jaśkiewicz   | Polonia       | 51"77 |      |
| 7       | 1      | Luca Nik Armbruster | Germania      | 51"88 |      |
| 8       | 2      | Joshua Gammon       | Gran Bretagna | 52"32 |      |